# 大垣城ホール
大垣城ホール（おおがきじょうホール）は、岐阜県大垣市にある大垣市が管理運営する総合体育館、多目的ホール。

## 概要
- 1953年（昭和28年）8月に大垣市スポーツセンターとして開館。1988年（昭和63年）3月に大改修を行い、同時に大垣城ホールに改称した。
- 建物は飛行機格納庫を移築したものである[1]。
- 大垣城の三の丸に位置する。
- 建物の老朽化、及び耐震基準を満たさないことから、新築移転が計画されている。移転先は大垣公園の西の予定である[2]。新たな大垣城ホールには2024年（令和6年）3月に閉館した大垣市民会館の機能の移転も議論されている。

## 施設
- 大ホール
  - 広さは1,500㎡。バレーボール（3面）、バドミントン（9面）、テニス（3面）の種目が可能。観客席（固定）は1,180席。
- 多目的室
  - 広さは330㎡。
- 研修室
  - 卓球場として使用されている。
- 会議室

## 概要
- 休館日：毎週月曜日（毎週月曜日が国民の祝日にあたる場合はその翌日）、国民の祝日の翌日、年末年始（12月29日〜1月3日）
- 開館時間：9時00分〜21時00分
- 駐車場は数台分しかないため、市営丸の内駐車場などの有料駐車場の利用となる。

## アクセス
- JR東海東海道本線・樽見鉄道・養老鉄道「大垣駅」下車、徒歩約10分。
- 名阪近鉄バス 「大垣城ホール」バス停より徒歩すぐ。
  - 大垣駅前バスのりば3番のりばより大垣市役所線、開発住宅線、女子短大線、大垣大野線「大垣市役所」行き。

## 周辺
- 大垣城
- 大垣市郷土館
- 大垣公園
- 濃飛護国神社
- 常葉神社
- 大垣市守屋多々志美術館
- 大垣市役所
- 大垣市多目的交流イベントハウス
- 大垣共立銀行本店